# Цамбула
Цамбула (рум. Țambula) — село у Синжерейському районі Молдови. Адміністративний центр однойменної комуни, до складу якої також входять села Октябрське та Пелерія.

## Населення
За даними перепису населення 2004 року у селі проживали 611 осіб.
Національний склад населення села:
| Національність       | Кількість осіб | Відсоток |
| -------------------- | -------------- | -------- |
| українці             | 438            | 71,7%    |
| молдавани            | 131            | 21,4%    |
| росіяни              | 32             | 5,2%     |
| гагаузи              | 1              | 0,2%     |
| поляки               | 1              | 0,2%     |
| інша / без відповіді | 8              | 1,3%     |
| Всього               | 611            | 100%     |